# Oeralgebied

Federale District Oeral

Het Oeralgebied of Oeral (Russisch: Ура́л) is de geografische regio rond het gelijknamige gebergte, de Oeral. Het ligt in de Russische deelgebieden Basjkirostan, Komi, Chanto-Mansië, Jamalië, Nenetsië, oblast Orenburg, kraj Perm, oblast Sverdlovsk en oblast Tsjeljabinsk. Ten westen ligt het Russisch Laagland en ten oosten het West-Siberisch Laagland.

## Geografie
Het Oeralgebied bestaat geografisch uit het gelijknamige gebergte met de direct daar tegenaan liggende gebieden, ook wel Voor-Oeral genoemd. De Voor-Oeral ten westen van het gebergte heet Cis-Oeral en de Voor-Oeral ten oosten heet Trans-Oeral. Deze namen hebben te maken met het feit dat het centrum van de Russische macht aan de westelijke zijde van het gebergte ligt.
De Oeral is vooral in het centrale en zuidelijke deel in cultuur gebracht, waarbij veel steden zijn ontstaan rond de mijnbouw.

## Geschiedenis
De plaats Verchotoerje werd gesticht in 1597 tijdens een expeditie van Vasili Golovin en Ivan Vojejkov als een ostrov op de plaats van een oudere Mansen-nederzetting. In 1598 werd de Babinovskoj-weg aangelegd, die een belangrijke nieuwe verbinding vormde naar Siberië. 
Nikita Demidov bouwde een imperium op met fabrieken en goud,- zilver- en bronsmijnen in de Oeral. Hij opende de eerste fabriek in Nevjansk in 1702, van waaruit meerdere fabrieken volgden. Rond deze fabrieken ontstonden werknederzettingen, die vaak uitgroeiden tot steden, zoals Nizjni Tagil. In de Altai was hij medeverantwoordelijk voor de stichting van Barnaoel, nadat hij er de grootste zilverertslaag van Rusland vond. Nikita was een libertarist in de zin dat hij geen staatsbemoeienis wilde bij zijn ondernemersactiviteiten. Dit leverde hem een conflict op met staatsmijnbouwambtenaar Vasili Tatisjtsjev die mijnbouwwetgeving wilde invoeren in de Oeral, waar ook zijn mijnbouwactiviteiten aan zouden worden onderworpen. Hij beschuldigde daarop Tatisjtsjev valselijk van omkoping om hem uit de Oeral te krijgen.
In 1723 werd de van oorsprong Nederduitse luitenant-generaal Georg Wilhelm de Gennin naar het gebied gestuurd om de kwestie uit te zoeken. Hij zag dat Tatisjtsjev zijn werk wel degelijk goed had gedaan, herstelde hem in ere en gaf opdracht om de stad te bouwen op de plek waar Tatisjtsjev ze al had gepland. De stad Jekaterinenburg werd vernoemd naar de vrouw van Peter de Grote, Catharina en naar haar patroonheilige (patroonheilige van de mijnbouw), ook Catharina geheten. De Gennin vond dat de plek geschikt was voor de toekomstige hoofdstad van de Oeral (voordien was dat Verchotoerje) en liet meteen een fort bouwen door soldaten van het regiment van Tobolsk. Om de stad en de mijnbouw snel van start te kunnen laten gaan, liet hij er tevens de eerste mijnbouwscholen bouwen. Hij zorgde voor geschikte mijnbouwingenieurs door vrede te sluiten met Akinfi Demidov, de zoon van Nikita Demidov, die wel inzag dat de heerschappij over het gebied over was en De Gennin zijn beste ingenieurs uitleende om op de mijnbouwscholen les te gaan geven.
In 1870 werd een spoorlijn door de Oeral aangelegd.

## Keuken
Uit de Oeral komt het traditionele recept voor pelmeni, een recept van met vlees gevulde deegbolletjes. Dit recept spreekt van ten minste de helft varkensvlees voor de vulling. 